# Camille DeAngelis
Camille DeAngelis (Camden, 14 novembre 1980) è una scrittrice statunitense.

## Biografia
Nata a Camden nel 1980, ha conseguito, nel 2002, un B.A. all'Università di New York, e un M.A. all'Università Nazionale d'Irlanda di Galway.
Vegetariana dall'età di 16 anni, Camille è diventata ufficialmente una convinta vegana nell'aprile del 2011.

## Carriera
Nel giugno del 2013 è diventata un'educatrice di stile di vita vegano alla Main Street Vegan Academy di Victoria Moran.
Ha raggiunto notorietà nel 2015, grazie al romanzo horror Fino all'osso, che le è valso, l'anno successivo, il Premio Alex: nel 2022 del libro viene anche fatto un adattamento cinematografico, dal titolo originale Bones and All, diretto da Luca Guadagnino e interpretato da Taylor Russell e Timothée Chalamet.
Originaria del New Jersey, attualmente la DeAngelis vive a Somerville, nel Massachusetts. Inoltre è membro del consiglio della Writers' Room all'Università di Boston.

## Opere

### Romanzi
- Mary Modern (2007)
- Petty Magic (2010)
- Fino all'osso (Bones & All), Modena, Panini Books, 2015 traduzione di Elena Cecchini ISBN 978-88-912-0521-6.
- Immaculate Heart (2016)
- The Boy from Tomorrow (2018)

### Saggi
- Hanging Out in Ireland (2001)
- Ireland (2007)
- Life Without Envy (2016)
- Dublin (2017)

## Adattamenti cinematografici
- Bones and All, regia di Luca Guadagnino (2022)[9]

## Premi e riconoscimenti
- Premio Alex
  - 2016 – Vincitrice per Fino all'osso[10]